# تيري شميت
تيري شميت (بالإنجليزية: Terry Schmidt)‏ هو طبيب أسنان أمريكي، ولد في 28 مايو 1952 في كولومبوس في الولايات المتحدة.

## وصلات خارجية
- تيري شميت على موقع مرجع كرة القدم المحترفة.كوم (الإنجليزية)